# David Ojalvo
David Ojalvo, né le 30 septembre 1923 à Paris et mort le 25 juin 2018 dans la même ville, est un conservateur de musée français.

## Biographie
Diplômé de l'École du Louvre David Ojalvo est successivement  conservateur des musées des Beaux-Arts de Bastia, de Brest, de Pau et d'Orléans.
Au musée des Beaux-Arts de Brest David Ojalvo oriente les acquisitions vers l'ethnographie, il rassemble des faïences, des maquettes de bateau et une collection de cornemuses.
Il est conservateur du musée d'Orléans de 1968 à 1990, date de son départ à la retraite. Durant cette période il assure le déménagement du musée et organise des expositions consacrées à Léon Cogniet, à Alexandre Antigna, à Max Jacob,  à Vieira Da Silva à Olivier Debré, etc.
Il devient trésorier au musée d’Art juif devenu musée d’Art et d’histoire du judaïsme lors de son transfert dans l’hôtel de Saint-Aignan.

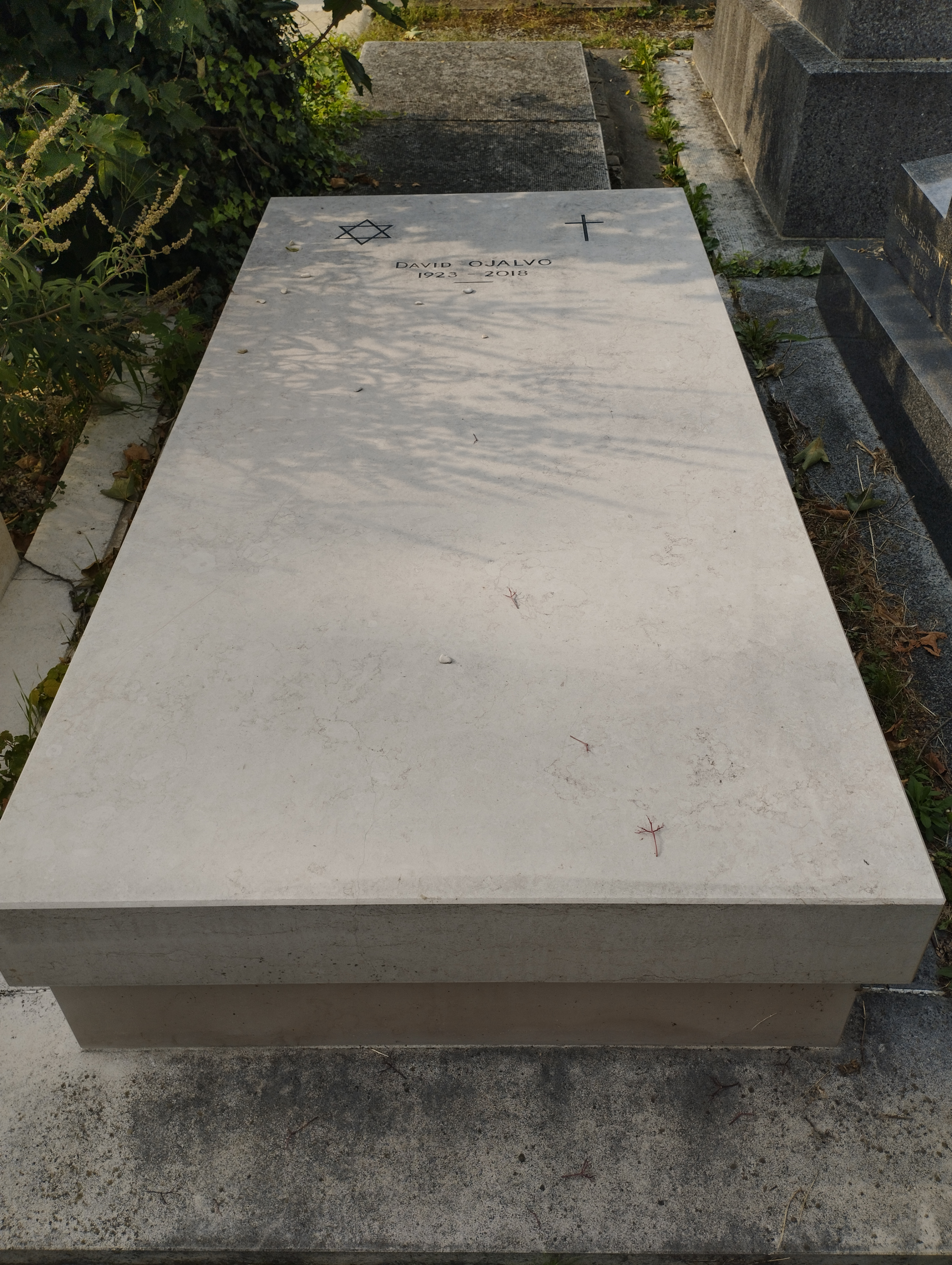
Tombe de David Ojalvo au cimetière de Charonne.

Il est inhumé au cimetière de Charonne.

## Publications
- Max Jacob et les artistes de son temps De Picasso à Dubuffet, musée des Beaux-Arts d'Orléans, 1989 (co-auteur Hélène Henry)
- Dessins français du XVIe au XVIIIe siècle catalogue de l'exposition, Musées d'Orléans,1975-1976, 1975,  47 p.-119 p. de pl. en noir et en coul.
- Léon Cogniet 1794-1880, catalogue de l'exposition, Musées d'Orléans, 1990, Musée des beaux-arts d'Orléans, 197 p. (co-auteur Françoise Demange)
- Jean-Pierre Blanchet , catalogue de l'exposition, Musées d'Orléans, 1974, Musée des beaux-arts d'Orléans, 25+ 24 p.
- Frans Masereel, catalogue de l'exposition,  Musée des beaux-arts, Pau, 1966, 44 p. (co-auteur Pierre Worms)
- Eugène Deveria  catalogue de l'exposition,  Musée des beaux-arts, Pau, 1965, 61 p
- La Vie à Pau du Premier au Second Empire catalogue de l'exposition Musée des beaux-arts, Pau, 1964, 98 p.
- Jean-Baptiste Bernadotte, 1763-1844, monographie, exposition organisée à l'occasion du bi-centenaire de sa naissance, Pau, Musée des Beaux-Arts, 1963 24 p. +  XXI p. de pl.